# (22520) 1998 EL2
1998 إي أل 2 (ويعرف أيضًا باسم (22520) 1998 إي أل 2 وفق تسمية الكوكب الصغير) (بالإنجليزية: 1998 EL2)‏ هو كويكب ضمن حزام الكويكبات؛ وترتيبه 22520 من حيث الاكتشاف.
اكتُشف هذا الجُرم الفلكي بواسطة OCA–DLR Asteroid Survey ‏ في 2 مارس 1998.

## وصلات خارجية
- (22520) 1998 EL2 في قاعدة بيانات مختبر الدفع النفاث لأجرام النظام الشمسي الصغيرة

- الاكتشاف · مخطط المدار ·  العناصر المدارية · المعلمات المادية

- (22520) 1998 EL2 على موقع ويكي سكاي: DSS2, SDSS, GALEX, IRAS, Hydrogen α, X-Ray, Astrophoto, Sky Map, Articles and images